# Alexis Kreps
Alexis John Kreps, bisweilen auch Alex Kreps und Lex Kreps (* 27. August 1968) ist ein US-amerikanischer Basketballtrainer und ehemaliger -spieler.

## Werdegang

### Spieler
Kreps spielte im US-Bundesstaat Kalifornien ab 1988 am Golden West College. 1990 wechselte er an die Idaho State University. Dort weilte er in der Saison 1990/91. 1991/92 spielte er dann am Kentucky Wesleyan College.
Kreps sammelte 1992 erste Erfahrungen im bezahlten Basketballsport als Mitglied der Jacksonville Hooters in der United States Basketball League (USBL). Im Herbst 1992 trainierte er mit der Mannschaft Rochester Renegade aus der US-Liga Continental Basketball Association (CBA), wurde aber im November 1992 aus dem Aufgebot gestrichen.
Außerhalb seines Heimatlandes stand er bei Vereinen in unterschiedlichen Ländern Europas, Süd- sowie Mittelamerikas und Asiens unter Vertrag: Unter anderem beim französischen Zweitligisten RCM Toulouse und 1996/97 beim polnischen Erstligisten Zagłębie Sosnowiec. 1998 wurde er mit BC Kalev Meister Estlands. Während seiner Zeit beim BBC US Heffingen (1998 bis 2000) in Luxemburg erreichte er in beiden Spielzeiten hohe Mittelwerte in zwei wichtigen statistischen Werten. 1998/99 kam Kreps für Heffingen auf 28,6 Punkte sowie 12 Rebounds je Begegnung, 1999/2000 waren es 31 Punkte und 11 Rebounds je Begegnung. Mit Racing Luxemburg nahm er in der Saison 2000/01 am Europokalwettbewerb Korać-Cup teil.

### Trainer
Kreps war Assistenztrainer beim BBC Sparta Bertrange und war bei dem Verein ebenfalls in der Jugendarbeit tätig. In der Nachwuchsförderung betätigte er sich auch beim BBC Amicale Steinsel.
Zwischen 2019 und 2023 betreute Kreps in Luxemburg den BBC Résidence Walferdange, führte die Mannschaft zum Erstligaaufstieg und in seiner letzten Saison ins Viertelfinale um die luxemburgische Meisterschaft. In Walferdange gehörte zeitweise auch sein Sohn Malcolm Kreps zu seinen Spielern.
Im Mai 2023 wurde er als neuer Trainer des luxemburgischen Zweitligisten AS Soleuvre vermeldet.

## Sonstiges
Als Schauspieler wirkte Kreps in mehreren Filmen mit, darunter Retrograde – Krieg auf dem Eisplaneten und Extreme Ops.